# مالیک اسید
مالیک اسید یا جوهر سیب (به انگلیسی: Malic acid) با فرمول شیمیایی C4H6O5 یک آلفاهیدروکسی اسید (اسید میوه) با شناسه پاب‌کم ۵۲۵ است. هیدروکسی اسیدها گروهی از اسیدهای کربوکسیلیک هستند که یک گروه عاملی هیدروکسیل به آنها افزوده شده و در ایجاد مزهٔ ترش میوه‌ها نقش دارد. مالیک اسید یکی از افزودنی‌های غذایی است و به دو صورت ایزومرفضایی وجود دارد.

## نگارخانه